# Archignat
Archignat [aršiňa] je francouzská obec v departementu Allier v regionu Auvergne. V roce 2011 zde žilo 356 obyvatel.

## Sousední obce
Huriel, Chambérat, Nouhant (Creuse), Saint-Martinien, Saint-Sauvier, Treignat

## Pamětihodnosti
- Megality Pierres Girauds.
- Kříž des Ages.
- Kostel Saint-Sulpice ze 13. století, upravený v 19. století
- Kaple Saint-Pardoux ze 12. století, dříve farní kostel pro Frontenat
- Starobylá studánka u kostela ve Frontenat se soškou sv. Petra
- Závěť Guillaume des Ages z roku 1416, vytesaná do kamene v kostele v Archignatu; zámeček des Ages byl na území obce.
- Chalupa v Choux

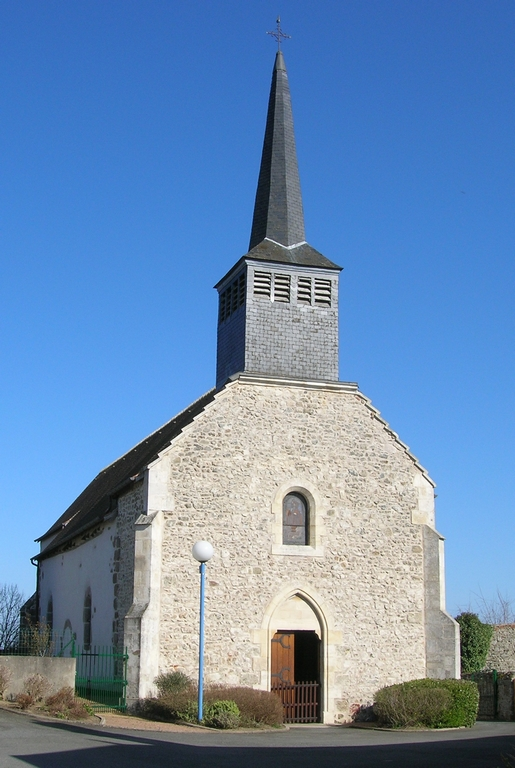
Kostel v Archignatu.
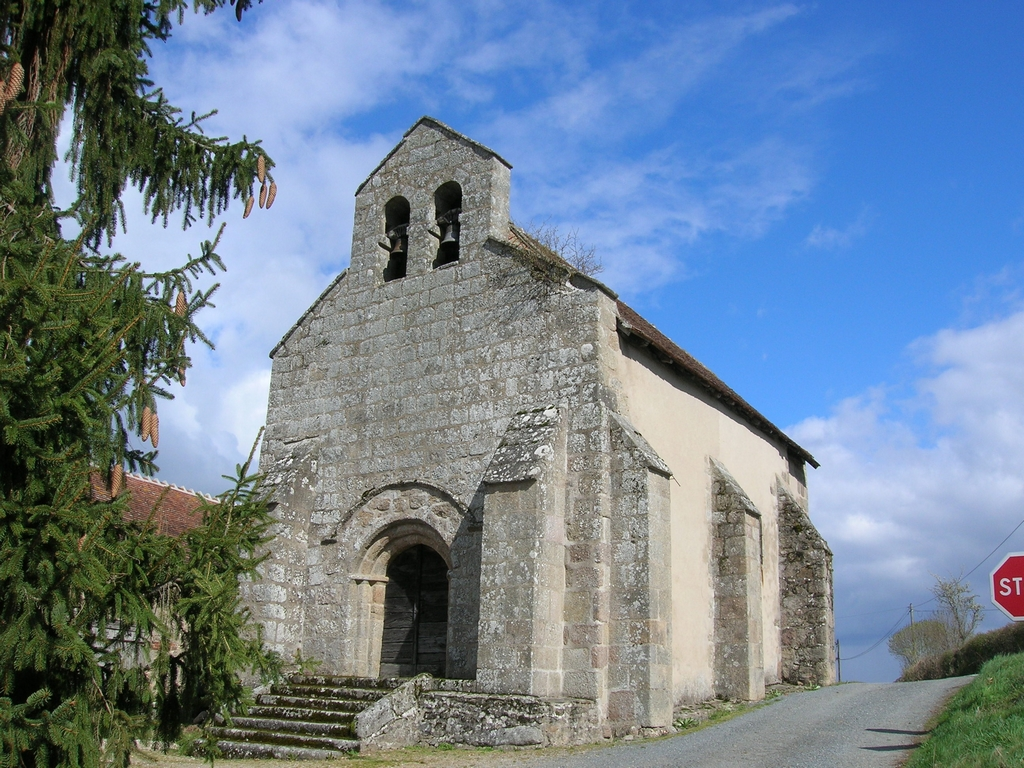
Kaple ve Frontenat.
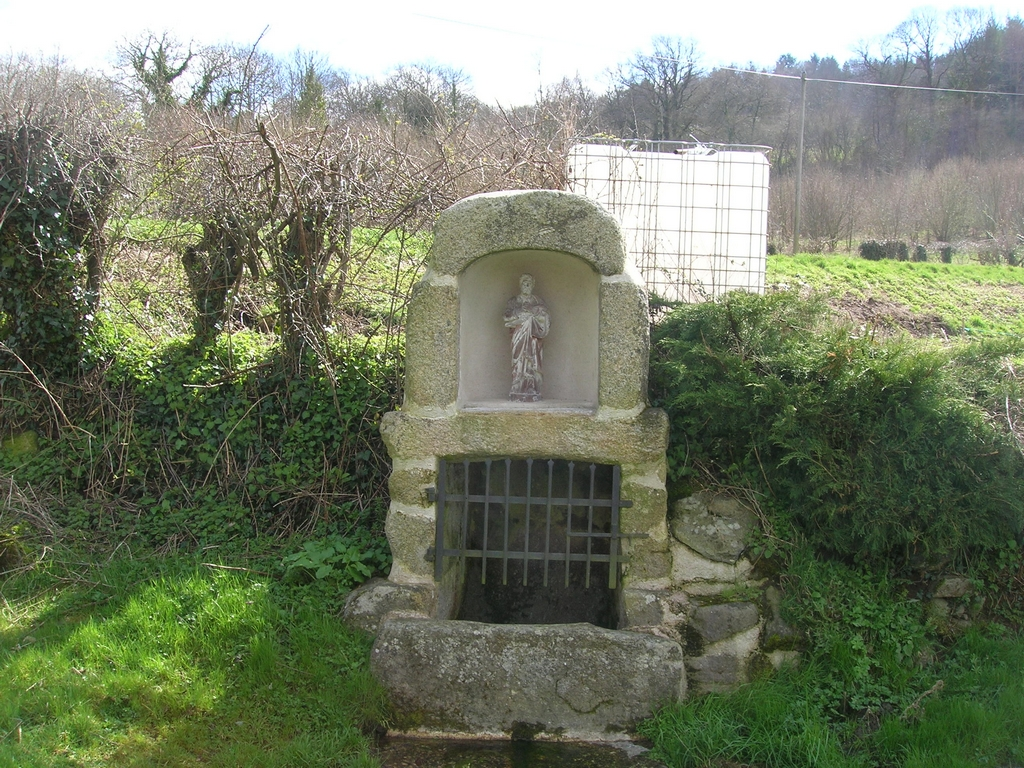
Studánka sv. Petra.
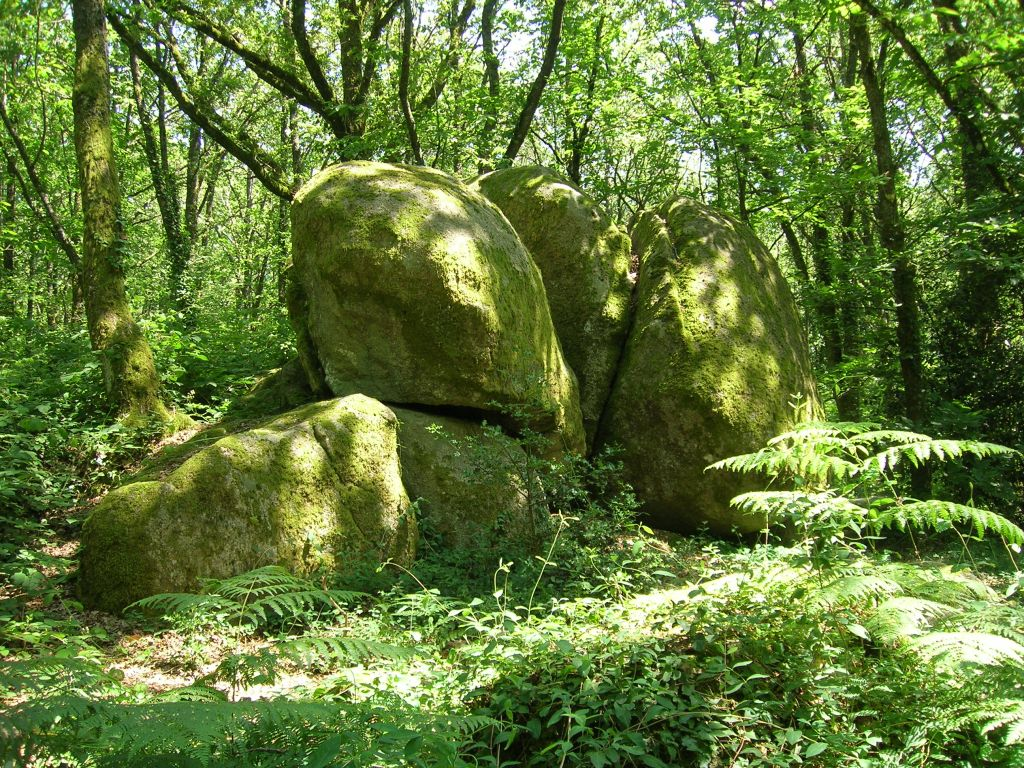
Pierres Girauds.
Kříž v Bonnet.
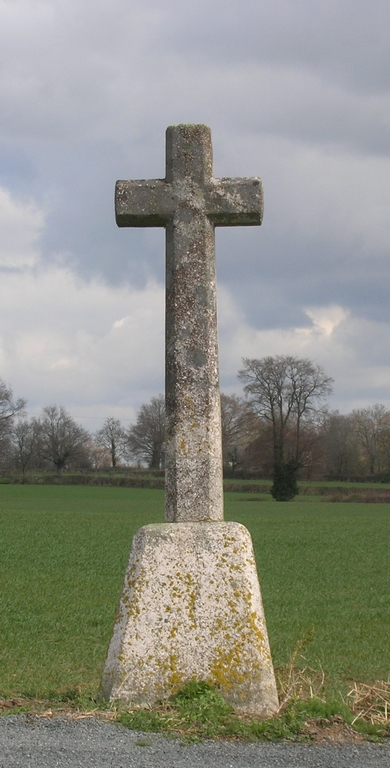
Kříž des Ages.
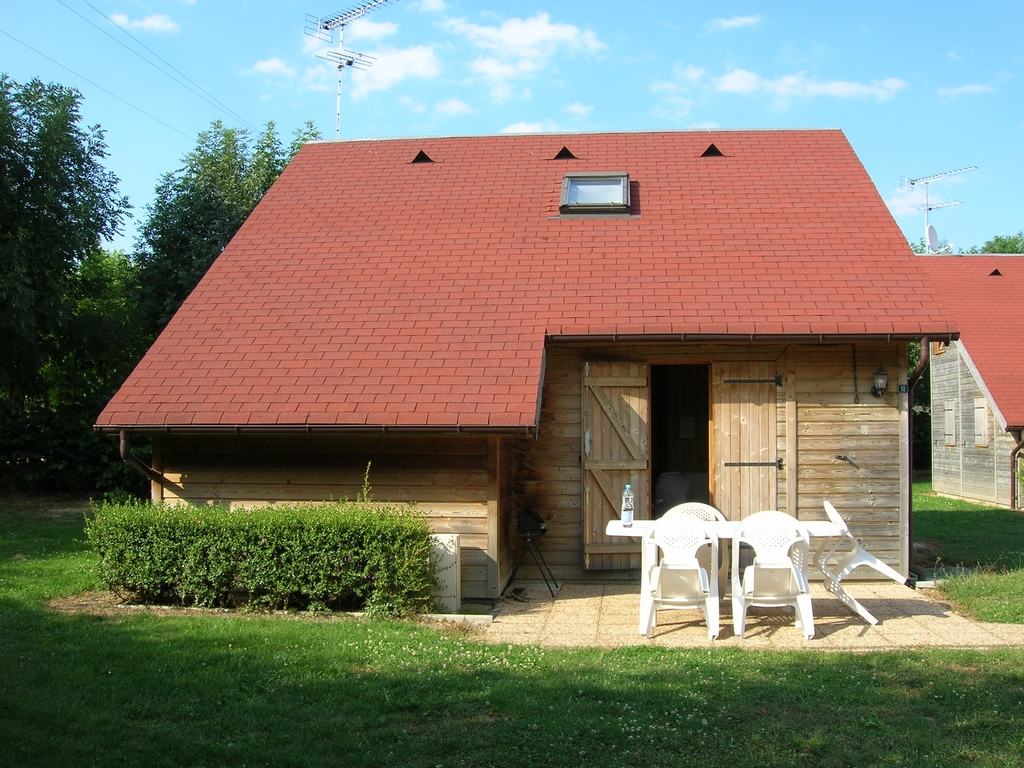
Stará chalupa v Gars Choux.

## Vývoj počtu obyvatel
Počet obyvatel 